# Wadsworth (Ohio)
Wadsworth is een plaats (city) in de Amerikaanse staat Ohio, en valt bestuurlijk gezien onder Medina County.

## Demografie
Bij de volkstelling in 2000 werd het aantal inwoners vastgesteld op 18.437.
In 2006 is het aantal inwoners door het United States Census Bureau geschat op 20.155, een stijging van 1718 (9,3%).

## Geografie
Volgens het United States Census Bureau beslaat de plaats een oppervlakte van
24,6 km², geheel bestaande uit land. Wadsworth ligt op ongeveer 356 m boven zeeniveau.

## Plaatsen in de nabije omgeving
De onderstaande figuur toont nabijgelegen plaatsen in een straal van 12 km rond Wadsworth.

## Geboren
- Laura Spelman Rockefeller (1839-1915), filantrope